# جان شلزینجر
جان ریچارد شلزینجر (انگلیسی: John Richard Schlesinger؛ زاده ۱۶ فوریهٔ ۱۹۲۶، درگذشته ۲۵ ژوئیه ۲۰۰۳) کارگردان بریتانیایی برنده جایزه اسکار بود.
جان شلزینجر کارگردان فیلم کابوی نیمه‌شب بود که این فیلم در سال ۱۹۷۰ برنده ۳ جایزه اسکار از جمله جایزه اسکار بهترین کارگردانی شد.

## زندگی‌نامه
جان شلزینجر در ۱۶ فوریه سال ۱۹۲۶ در لندن متولد شد، وی حرفه سینمایی خود را با تهیه فیلم‌های کوتاه آغاز کرد. در سال ۱۹۶۱ میلادی برای فیلم مستند پایانه که در مورد ایستگاه واترلو لندن ساخته بود برنده جایزه شیر طلایی جشنواره فیلم ونیز شد. فیلم شکلی از دوست داشتن در ۱۹۶۲ برنده خرس طلایی جشنواره بین‌المللی فیلم برلین شده است.
از فیلم‌های مشهور جان شلزینجر علاوه بر فیلم کابوی نیمه‌شب با بازیگری داستین هافمن و جان ویت می‌توان از فیلم مشهور دیگر وی ماراتن من باز هم با بازی داستین هافمن نام برد.
از دیگر فیلم‌های وی باید به فیلم‌های بیلی دروغگو، عزیز،  یکشنبه خونین یکشنبه، ارتفاعات آرام، دور از اجتماع خشمگین، بیگناه، روز اقاقیا، گرگ و میش گلدها و فراتر از قانون اشاره کرد.

## مرگ
جان شلزینجر در دسامبر سال ۲۰۰۰ میلادی دچار سکته مغزی شد و از آن پس دیگر نتوانست سلامتی خود را به دست آورد. او سرانجام پنجشنبه شب ۲۴ ژوئیه در بیمارستانی در پالم اسپرینگز کالیفرنیا در سن ۷۷ سالگی درگذشت.